# Longridge
Longridge – miasto w Anglii, w hrabstwie Lancashire, w dystrykcie Ribble Valley. Leży 48 km na północny zachód od miasta Manchester i 308 km na północny zachód od Londynu. W 2001 miasto liczyło 7546 mieszkańców.